# Coppa AVC per club 2001 (femminile)
La Coppa AVC per club 2001 si è svolta dal 15 al 20 maggio 2001 a Ho Chi Minh City, in Vietnam. Al torneo hanno partecipato 8 squadre di club asiatiche ed oceaniane e la vittoria finale è andata per la seconda volta consecutiva allo Shanghai Dunlop.

## Squadre partecipanti
- Aero Thai
- Bai Bang Paper
- Chia Yi
- Garuda
- Hisamitsu Springs Attackers
- Toyobo Orchis
- Rahat
- Shanghai

## Classifica finale
| Classifica | Squadre                     |
| ---------- | --------------------------- |
|            | Shanghai                    |
|            | Hisamitsu Springs Attackers |
|            | Aero Thai                   |
| 4          | Rahat                       |
| 5          | Toyobo Orchis               |
| 6          | Bai Bang Paper              |
| 7          | Garuda                      |
| 8          | Chia Yi                     |